# Brasão de Piraí do Sul
O brasão de Piraí do Sul, juntamente com a bandeira e o hino, constitui um dos símbolos do município brasileiro supracitado, no estado do Paraná, representando sua cultura e história. Foi aprovado como símbolo municipal oficial de Piraí do Sul em 1975, na gestão do prefeito Samuel Milleo, após pesquisa realizada por um grupo de estudos que teve como objetivo reunir informações sobre as características que representam a localidade e seu povo. Há regras sobre seu uso, que foram sancionadas em lei municipal no ano de 1975.

## História
Em março de 1975, o então prefeito de Piraí do Sul, Samuel Milleo, constituiu um grupo de trabalho para pesquisar sobre o município em prol da criação da Bandeira e do Brasão. A equipe fora formada pelos professores: Daniel Pedro Scaramella, Laís Ephigenia Ressetti, Cecília de Freitas Barbosa e Doutor Odahir Amaral e Silva, sendo presidida por Daniel. Oficialmente o grupo foi instituído pelo prefeito em 6 de março de 1975, através da portaria nº 12.
Os professores buscaram informações sobre a origem histórica, denominações, religião, aspectos geográficos, povo, recursos econômicos, desenvolvimento industrial, comércio, educação e cultura, transportes e outros serviços do município. Baseado no trabalho feito, os símbolos foram criados e após isso foi encaminhado um pedido para a aprovação da Câmara. Posteriormente, uma festa de inauguração dos símbolos foi realizada em praça pública.
Entre outros símbolos o brasão e a bandeira possuem: Uma lança de guerra, simbolizando aquela que foi encontrada na região na época do desbravamento, que provavelmente seria utilizada na guerra das Missões e que foi o suficiente para denominar toda a região do atual município de Piraí do Sul com o nome de Bairro da Lança, o qual foi a primeira denominação da atual cidade. Embora também exista a versão que o nome Bairro da Lança se deve pelo fato de ser o sobrenome de uma das primeiras famílias que habitaram o lugar. Também possuem, o bandeirante na figura de desbravador e conquistador, o gado, o pinheiro.

## Descrição

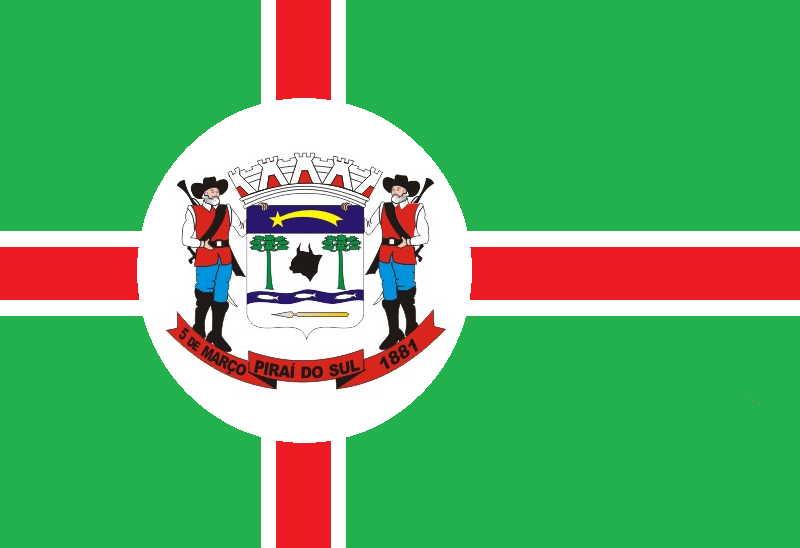
O brasão de Piraí do Sul também está presente na bandeira do município.

Na mesma lei nº 391, no artigo 19º, há a menção sobre a descrição feita na Enciclopédia Heráldica Municipalista sobre o Brasão de Piraí do Sul, inclusive a forma como o texto do Enciclopédia que é apresentada a seguir:
Escudo samnítico encimado pela coroa mural de oito torres de argente e iluminada de góles. Em campo. De argente, posta em abismo, a efígie de um boi de sable ladeada de dois pinheiros. Estilizados de sínopla. Ao termo uma faixa ondada de blau carregada de três peixes nadantes de argente e em ponta uma lança de sable. Em chefe de blau, a Estrela de Belém argente. Como tenentes de escudo, a dextra e sinistra bandeirantes de carnação em vestimentas típicas (jibão de couro de sua cor, calções azues, de botas de cano alto e talarbete pretos, espada pendente do cinto de arcabus a tiracolo); Firmados em listel de goles, contendo em letras argentinas o topônimo "PIRAÍ DO SUL" ladeado pela data "5 DE MARÇO DE 1881".

## Significado
Os elementos presentes no brasão foram descritos lei nº 391 e possuem a seguinte interpretação simbólica:
a) O escudo samnítico, usado para representar o brasão de armas de Piraí do Sul, foi o primeiro estilo de escudo introduzido em Portugal por influência francesa, herdado pela heráldica brasileira como evocativo da raça colonizadora e principal formadora da nossa nacionalidade;
b) a coroa mural que sobrepõe é o símbolo universal dos brasões de domínio que sendo de argente (prata), de oito torres, das quais apenas cinco são visíveis em perspectivas no desenho, classifica a cidade representada na segunda grandeza, ou seja, sede de Comarca – a iluminura de goles em (vermelho), pelo significado heráldico de cor é condizente com os predicados próprios dos dirigentes da comunidade;
c) o metal argente (prata) do campo do escudo é símbolo de paz, amizade, trabalho, prosperidade, pureza, religiosidade;
d) em abismo (centro ou coração do escudo) a efígie de boi de sable (preto), lembra à pecuária, atividade econômica da mais alta importância na vida municipal desde que os primórdios da colonização posto que tal atividade se constitui em motivo principal da fixação de seus habitantes;
e) a cor sable (preto) é símbolo de austeridade, prudência, sabedoria, moderação, firmeza de caráter;
f) os pinheiros estilizados de sínopla (verde) lembra, a característica de toda a região sul-brasileira, cuja extração e industrialização tem sido através dos tempos uma atividade geradora de divisas;
g) a cor sínopla (verde) é símbolo de honra, civilidade, cortesia, alegria, abundância é a cor simbólica da esperança e, a esperança é verde, porque lembra os campos verdejantes na primavera, fazendo, esperar copiosa colheita;
h) a faixa ondada de bláu (azul) carregada de três peixes nadantes de argente (prata), vem a se constituir no parlantismo do escudo, pois o nome "Piraí" é uma referência ao Rio Piraí, que banha o município, o termo provém da língua tupi de onde advém o
topônimo indígena pirá (peixe) e  'y (água ou rio) (Rio de Peixe), complementado pela indicação "do Sul" face a existência de cidade homônima no Estado do Rio de Janeiro.
i) Em ponta, a lança de sable (preto), lembra no brasão da lança, presumivelmente em face ao encontro fortuito de uma lança de guerra perdida provavelmente na jornada para a Guerra das Missões;
j) Em chefe de bláu (azul), a Estrela de Belém de argente (prata) é o símbolo natalício do "senhor menino Deus" padroeiro do município, cuja presença no brasão de armas, confirma a fé cristã de seu povo;
k) A cor bláu (azul) é símbolo de justiça, perseverança, zelo, lealdade, recreação e formosura;
l) Nos ornamentos exteriores, os tenentes representados pelo Bandeirante de carnação, lembram o fato histórico de epopeia do desbravamento encetada pelos bandeirantes paulistas que, em suas pousadas, semeavam futuras cidades;
m) No listel de goles (vermelho) cor simbólica da dedicação, amor-pátrio, audácia, intrepidez, coragem, valentia, inscreve-se, em letras argentinas (prateadas) o topônimo identificador "PIRAÍ DO SUL" ladeado pela data "5 de março de 1881" de sua emancipação política.

## Uso

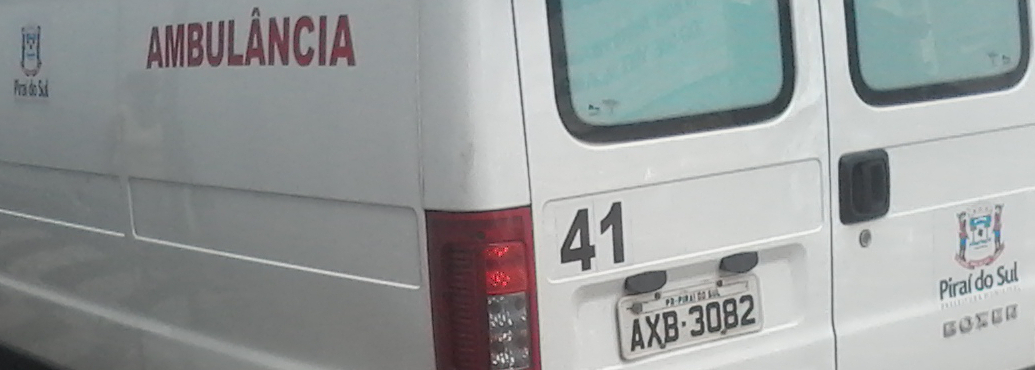
Brasão de Piraí do Sul em uma ambulância.

Segundo a lei nº 391 do ano de 1975, devem existir exemplares padrões dos símbolos municipais no gabinete do prefeito, na Diretoria Geral da Câmara Municipal e no Departamento Municipal de Educação e Cultura. Isso se objetiva a servirem de modelo obrigatório para a confecção. O brasão é um dos elementos da bandeira municipal, sendo que se encontra dentro de um círculo branco.
Para se fazer uma reprodução do brasão deve-se ser feita uma autorização especial, onde haverá um arquivamento de um exemplar na Prefeitura Municipal, com o objetivo de averiguar as cores e palavras. Também consta que é proibida a reprodução tanto do brasão como da bandeira municipal para fins de propaganda política ou comercial. Outra proibição é a de colocar qualquer indicação sobre a bandeira e o brasão.
O brasão municipal será reproduzido em clichês, para timbrar a documentação oficial do município de Piraí do Sul, em conformidade com a Convenção Heráldica Internacional. Também objetivando a divulgação municipalista o brasão municipal poderá ser reproduzido em decalcomanias, brasões de fachada, flâmulas, clichês, distintivos, medalhas e outros materiais.